# 네바다주의 대학 목록
다음은 미국의 주 네바다주의 대학 목록이다.
- 네바다 대학교 라스베이거스
- 네바다 대학교 리노
- 내셔널 대학교
- 피닉스 대학교

## 같이 보기
- 미국의 대학 목록
- 대학 목록